# Anthreptes neglectus
Beija-flor-das-uluguru ou nectarínia-da-costa-leste (Anthreptes neglectus) é uma espécie de ave da família Nectariniidae.
Pode ser encontrada nos seguintes países: Quénia, Moçambique e Tanzânia.